# استرین‌ساس

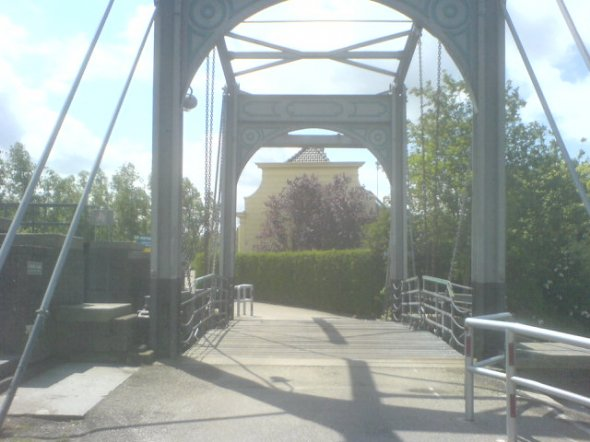
پل استرین‌ساس

استرین‌ساس (به هلندی: Strijensas) یک منطقهٔ مسکونی در هلند است که در استرین واقع شده‌است. استرین‌ساس ۰٫۳۵ کیلومتر مربع مساحت و ۴۰۰ نفر جمعیت دارد.